# Berkhamsted
Berkhamsted est une ville historique situé à l'ouest du Hertfordshire entre les villes de Tring et Hemel Hempstead.
Le nom de la ville a été écrit de différentes manières au cours des années. Son orthographe actuelle date de 1937. Auparavant, il pouvait être écrit Berkhampstead, Muche Barkhamstede, Berkhamsted Magna, Great Berkhamsted ou Berkhamstead. C'est un nom dérivé du vieil anglais, Beorhoanstadde. La ville est aussi surnommée "Berko".  
La ville est le siège du British Film Institute, une des plus grandes réserves d'archives mondiales, notamment grâce à Jean-Paul Getty.

## Histoire
La ville est inscrite au Domesday Book en 1086, après l'invasion de l'Angleterre par Guillaume le Conquérant.

### Châteaux

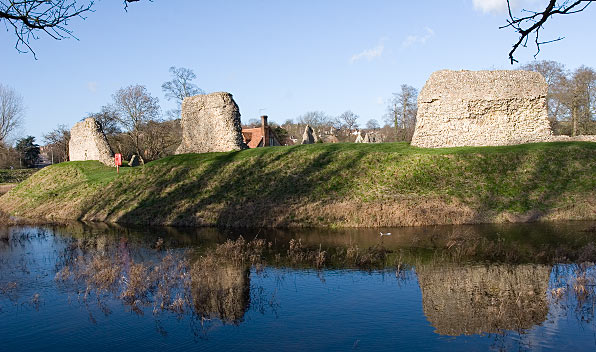
Berkhamsted Castle.

Le château de Berkhamsted est un château normand construit à l'origine par les ingénieurs de Guillaume le Conquérant en 1066 pour sécuriser les troupes normandes lors de la Conquest. Il est situé près de l'actuelle gare. C'était une résidence royale, et les royaux Henri II, Édouard de Woodstock, Henri III et Richard III ont tous habité ici. Deux de ses constables étaient Thomas Becket et Geoffrey Chaucer. Deux rois de France sont associés avec le château ; Louis VIII de France l'a attaqué en 1216, et Jean II de France a été un prisonnier ici en 1359. Le château était abandonné en 1495 et est actuellement une ruine. Il est la propriété de English Heritage et est ouvert au public.
Norcott Court se trouve dans la paroisse de Northchurch entre les villes de Berkhamsted et de Tring.

## Totem
À l'ouest de la ville se trouve un poteau totem (en anglais « Totem Pole »), très rare en Grande-Bretagne. Situé près du Grand Union Canal, il a été érigé pour un marchand de bois de construction local, Roger Halsford, dans les années 1960, par les Kwakiutl de la Colombie-Britannique au Canada. Roger Halsford, alors qu'il cherche du bois sur l'Île de Vancouver en Colombie-Britannique, a été sauvé de la faim par les Kwakiutl. Le poteau totem a été fabriqué à Parc Thunderbird, transporté à Berkhamsted et érigé ici en 1968. Il mesure 9,1 mètres de haut.

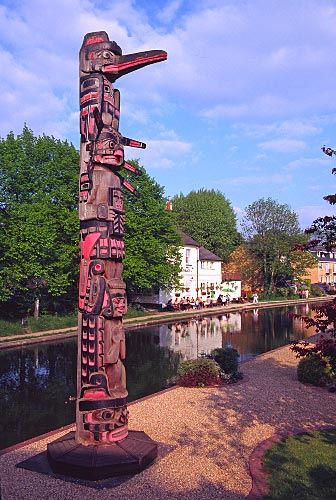
Le Totem Pole de Berkhamsted.
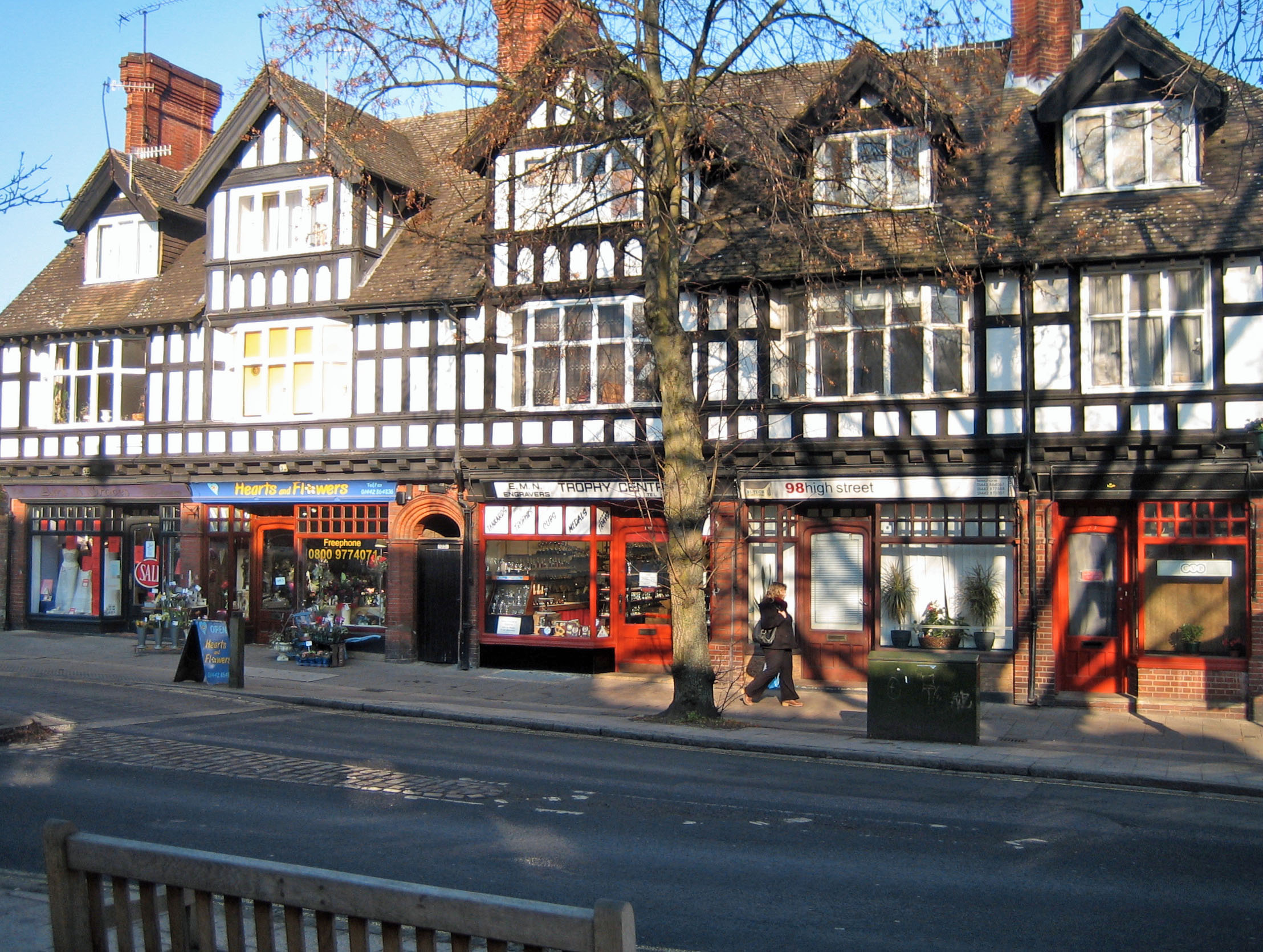
Magasins à Berkhamsted.

## Jumelage
La ville est jumelée avec Beaune en France et Neu-Isenburg en Allemagne.

## Personnalités
- Sarah Brightman, chanteuse et actrice (ancienne femme du baron Lloyd-Webber),
- James Austin Butterfield, compositeur,
- Dame Clementine Churchill, femme de Sir Winston Chuchill
- John Cleese, acteur,
- William Cowper (1731), poète,
- Charles de Gaulle (en exil),
- Graham Greene (1904–1991), écrivain,
- Michael Hordern (1911), acteur,
- Nick Owen, présentateur et directeur du FC Luton Town
- Dame Esther Rantzen, journaliste et présentatrice de télévision,
- Alice Spooner, chanteuse,
  - Charles de Gaulle, Chef de la France libre.